# Нетішин (водолазне судно)
«Нетішин» — водолазне морське судно Військово-Морських Сил України проєкту 535М (тип «Краб», за класифікацією НАТО — Yelva).

## Історія
Для проведення підводних робіт невеликої складності на невеликих глибинах в морі у ВМФ СРСР використовувалися водолазні боти різної водотоннажності. Це були або судна спеціальної конструкції або катери пристосовані спеціально для цього.
У 1970-х роках була побудована серія водолазних ботів проєкту 535, розроблених Західним ПКБ, з повною водотоннажністю в 300 тонн. Ці боти оснащувалися двома водолазними станціями та іншим обладнанням для проведення підводних робіт на глибинах до 60 метрів. Автономність цих суден становила 10 діб. Всього за цим проєктом на Гороховецькому суднобудівному заводі з 1970 по 1983 рік було побудовано 20 водолазних ботів.
Водолазне морське судно ВМ-230 було побудоване на Гороховецькому СБЗ (заводський № 111), прийнято в експлуатацію у 1973 році. Увійшло до складу Чорноморського флоту.
15 квітня 1992 року ВМ-230 перейшло під юрисдикцію України, отримавши нову назву «Надія». Пізніше, 1 листопада 1997 року судно було перейменоване в «Нетішин», на честь однойменного міста обласного значення в Хмельницькій області України, з присвоєнням бортового номера U700.
У 2012 році базується в місті Очаків Миколаївської області.

### Російсько-українська війна
2015 року волонтерська група «Народний проект» висунула пропозицію масштабного ремонту судна й почала збір коштів на ці потреби. Згідно з її повідомленням, станом на січень 2016 для судна було придбано різноманітне спорядження на суму понад 200 тисяч грн. Крім того, заплановано його ремонт у доці, але станом на лютий 2016 він загальмований керівництвом ВМС.
В 2017 році виконується ремонт судна на Чорноморському суднобудівному заводі.
24 травня 2017 року під час вогневих робіт у ході докового ремонту на Чорноморському суднобудівному заводі на судні сталася пожежа. Відремонтоване в 20-х числах серпня 2017-го.
Під час повномасштабного російського вторгнення в період з 24 лютого по 23 травня 2022 року виконував постановку мін в Чорному морі для захисту узбережжя на Півдні України. Попри ризик судно виконало бойові завдання в безпосередній близькості до ворожих кораблів та при постійній протидії ворожій авіації.
Бот був залучений до пошуку загиблих моряків із патрульного катеру P190 «Слов'янськ» типу Island та рейдового тральника U360 «Генічеськ», які були потоплені авіацією рашистів. Забезпечував проведення водолазних спусків з пошуку тіл українських моряків, а також підйому зі знищених кораблів артилерії та засобів зв'язку.
24 серпня 2022 року капітан водолазного бота ВМСУ «Нетішин» штаб-старшина Соколовський був нагороджений Хрестом бойових заслуг.

## Командири корабля
- Соколовський М. М.